# Jasper Ganderheijden (1755-1829)
Jasper Ganderheijden (Rossum, 20 april 1755 - Rossum, 13 april 1829) was een Nederlands bestuurder.

## Leven en werk
Ganderheijden (ook: Ganderheyden) was een zoon van Andreas Ganderheijden en Helena Damen. Hij trouwde in 1778 met Petronella Adriana Mauritsz.
Hij was rentmeester van Otto baron van Randwijck, Heer van Rossum. Hij was ook dijkgraaf en president Heemraad in de Hoge Dijkstoel van de Bommelerwaard. Van 1818 tot aan zijn overlijden was hij burgemeester van Rossum. Ganderheijden overleed kort voor zijn 74e verjaardag.
Zijn gelijknamige kleinzoon Jasper Ganderheijden (1825-1906) was burgemeester van Grootegast, Baflo en Winsum.